# Coenagrion hylas
Coenagrion hylas – gatunek ważki z rodziny łątkowatych (Coenagrionidae). Występuje na Syberii i dalej aż po Hokkaido (Japonia), Koreę Północną i północno-wschodnie Chiny; dwie izolowane populacje w Europie (gdzie jest jednym z najrzadszych gatunków ważek) – w północnych Alpach (austriacki Tyrol, jest tam reliktem glacjalnym) i na północy europejskiej części Rosji; izolowana populacja w Niemczech nad jeziorem Zwingsee w Bawarii wymarła.
Żyje w małych jeziorach górskich na wysokościach 800–1600 m n.p.m. Sezon przypada na maj–sierpień, a najwyższa aktywność w okresie czerwca i lipca.